# Dipoena quadricuspis
Dipoena quadricuspis là một loài nhện trong họ Theridiidae.
Loài này thuộc chi Dipoena. Dipoena quadricuspis được Lodovico di Caporiacco miêu tả năm 1949.